# Transmetropolitan
Transmetropolitan är en amerikansk serietidning på 60 nummer, utgiven av Vertigo Comics. Handlingen kretsar kring gonzojournalisten Spider Jerusalem. Warren Ellis och Darick Robertson är personerna bakom serien. Serien är baserad på den avlidne författaren Hunter S Thompsons liv och böcker, i synnerhet The Great Sharkhunt.